# Cory Higgins
Cory Higgins, né le 14 juin 1989 à Danville, en Californie, est un joueur américain de basket-ball. Il évolue au poste d'arrière.

## Biographie
Cory Higgins remporte deux Euroligues avec le CSKA Moscou (2016 et 2019). Après quatre saisons à Moscou, Cory Higgins quitte le CSKA à la fin de son contrat en 2019. 
Le 3 juillet 2019, il rejoint le FC Barcelone.

## Palmarès
- Champion de la VTB United League : 2016, 2017, 2018 et 2019
- Vainqueur de l'Euroligue : 2016, 2019
- Vainqueur de la Coupe du Roi 2021 et 2022
- Champion d'Espagne 2021 et 2023